# HAPPY 15
「HAPPY 15」（ハッピーフィフティーン）は、THE ポッシボーの7枚目のシングル。2007年11月7日にGOOD FACTORY RECORDSから発売された。

## 解説
- 本作がNICE GIRL プロジェクト!所属後、初のリリース作品となった。
- “THE ポッシボーエアーバンド化”第一弾シングル。
- 2007年12月5日にシングルVが発売された。

## 収録曲
1. HAPPY 15
作詞・作曲：つんく、編曲：菊谷知樹
2. 和食美人
作詞・作曲：つんく、編曲：山崎淳
3. HAPPY 15（Instrumental）
4. 和食美人（Instrumental）

## シングルV
2007年12月5日に発売された、上記作品のシングルDVD。

### 収録曲
1. HAPPY 15（Music Video）
2. 和食美人（Photo&Music Show）
3. HAPPY 15（メイキング映像）
4. HAPPY 15（歌詞あり）

## タイアップ
- Yahoo!コミック「THE ポッシボー～ロビンと魔法のエプロン～」テーマソング